# Poeciloptera distinctissima
Poeciloptera distinctissima är en insektsart som först beskrevs av Walker 1858.  Poeciloptera distinctissima ingår i släktet Poeciloptera och familjen Flatidae. Inga underarter finns listade i Catalogue of Life.